# Lichtbundel (liederenbundel)
De Lichtbundel is een bundel met 179 evangelische liederen, afkomstig uit verschillende Christelijke liedbundels: Opwekking, Zangbundel Joh. de Heer, Jeugd in Aktie, de Notenkraker enz.
Hij wordt veel gebruikt in gemeenten van de Vergadering van gelovigen. De nummering sluit aan op die van de bundel Geestelijke Liederen. In 1999 is de Lichtbundel uitgebreid en voorzien van vierstemmige zettingen voor gemeentezang.